# Calabar
Calabar o Old Calabar (inicialment també anomenada com Canaan City al confondre Calabar amb Canaan, i després Duke Town; el nom d'Old Calabar fou establert el 1902 per distingir-la de Kalabari o New Calabar més a l'oest, i el nom nadiu original era Atakpa i el nom nadiu del regne de Calabar que va existir de 1786 a 1896 fou Akwa Akpa) és una ciutat del sud-est de Nigèria. És la capital de l'estat Cross River. El nom originari de la ciutat era Atakpa en la llengua jukun. La ciutat està banyada pel riu Calabar i el riu Great Kwa i afluents del riu Cross.
Calabar és la capital de Cross River. La ciutat està dividida en les LGAs de Calabar Municipal i Calabar South. Té una superfície de 406 km² i segons el cens del 2006 té una població de 371.022 habitants.

## Història
La ciutat originària era conegut com a Atakpa pels jukuns per la unió de les paraules Ata i Akpa. Avui en dia ha format una àrea metropolitana juntament amb les ciutats d'Akim, Ikot Ansa, Ikot Ishie, Kasuk, Duke Town, Henshaw Town, Ikot Omin, Obutong, Bakassi, Biase i Akamkpa, entre d'altres.

### Ciutat portuària
El port de Calabar existeix des del segle xvi i ha estat reconegut com un port exportador de béns com l'oli de palma. Durant l'època del Comerç d'esclaus atlàntic va esdevenir el principal port exportador d'esclaus d'Àfrica. La majoria dels vaixells exportadors d'esclaus eren britànics, sobretot de Bristol i Liverpool (el 85%). El Vell Calabar (Duke Town) i Creek Town foren ciutats crucials del comerç d'esclaus.
Els igbos foren el principal poble que va patir el comerç d'esclaus des d'Igboland. L'antic esclau i escriptor afroamericà John Jea provenia de la zona de Calabar. A la ciutat també hi havia una petita comunitat de comerciants mulats que tenia lligams amb els missioners i les altres colònies d'Igboland i Lagos i arreu de les colònies de l'Imperi Britànic.

### Primera Capital de Nigèria
La ciutat va ser la primera seu del govern del Protectorat de la Costa de Níger, del Protectorat de Nigèria Meridional i l'Oil Rivers Protectorat. Així, es pot considerar com la primera capital de Nigèria.

## Paisatge urbà

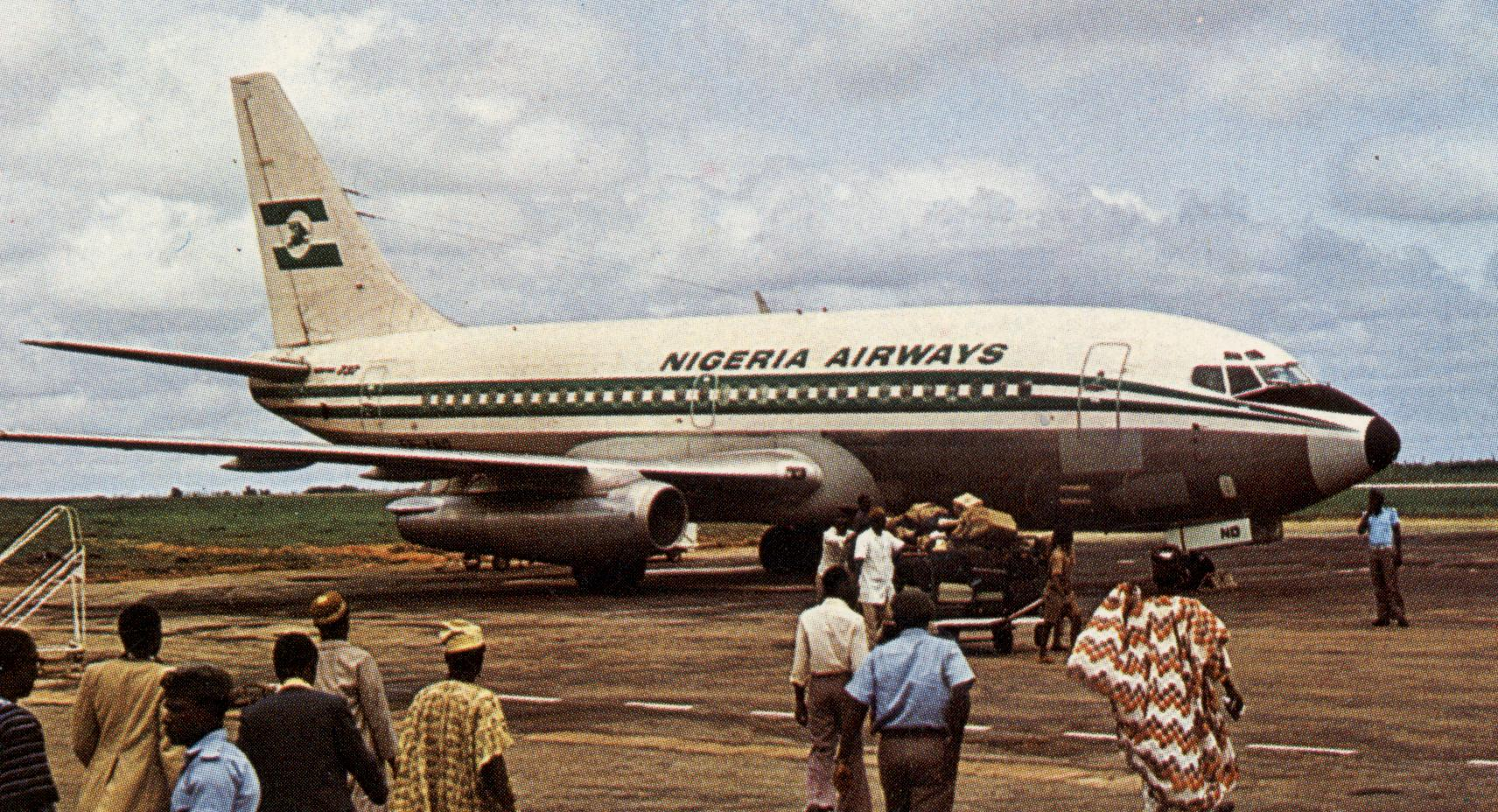
Passatgers a l'aeroport de Calabar al 1981

A Calabar s'hi va constituir el primer club social de Nigèria, l'Africa Club; aquest va organitzar els primers jocs competitius de futbol, cricket i hoquei sobre herba. També hi l'institut d'ensenyament secundari més antic de Nigèria oriental (el Hope Waddell Training Institution - 1895), en la que hi va estudiar Nnamdi Azikiwe.
A la ciutat hi ha un Museu, un Jardí botànic i un port que gaudeix de comerç lliure, un aeroport internacional, un complex esportiu, un centre cultural, una de les universitats més importants del país, la Universitat de Calabar, un parc d'història de l'esclavitud i moltes atraccions històriques i culturals.
Anualment s'hi celebra el Christmas Festival que atreu milers de persones d'arreu de Nigèria.

## Autoritats polítiques
Calabar té tres principals caps tradicionals: el Rei Qua d'origen ejagham (Ekoi)/Bantú); el Muri munene del poble efut i l'Obong, el patriarca del reialme d'Efik.

## Regne de Calabar
Akwa Akpa era el reialme del Calabar anterior a la colonització. La seu del seu govern estava a la ciutat de Calabar i l'Obong de Calabar n'era el cap. A Calabar també hi havia la Nació Qua, governat pel Ndidem dels Quas i el regne Efut, governat pel Muri munene.

## Persones notables
- Clement Bissong, futbolista professional.[8]
- Okon Flo Essien, futbolista professional.[9]
- George Ikenne, futbolista professional.[10]